# Alcsútdoboz
Alcsútdoboz község Fejér vármegyében, a Bicskei járásban.

## Fekvése

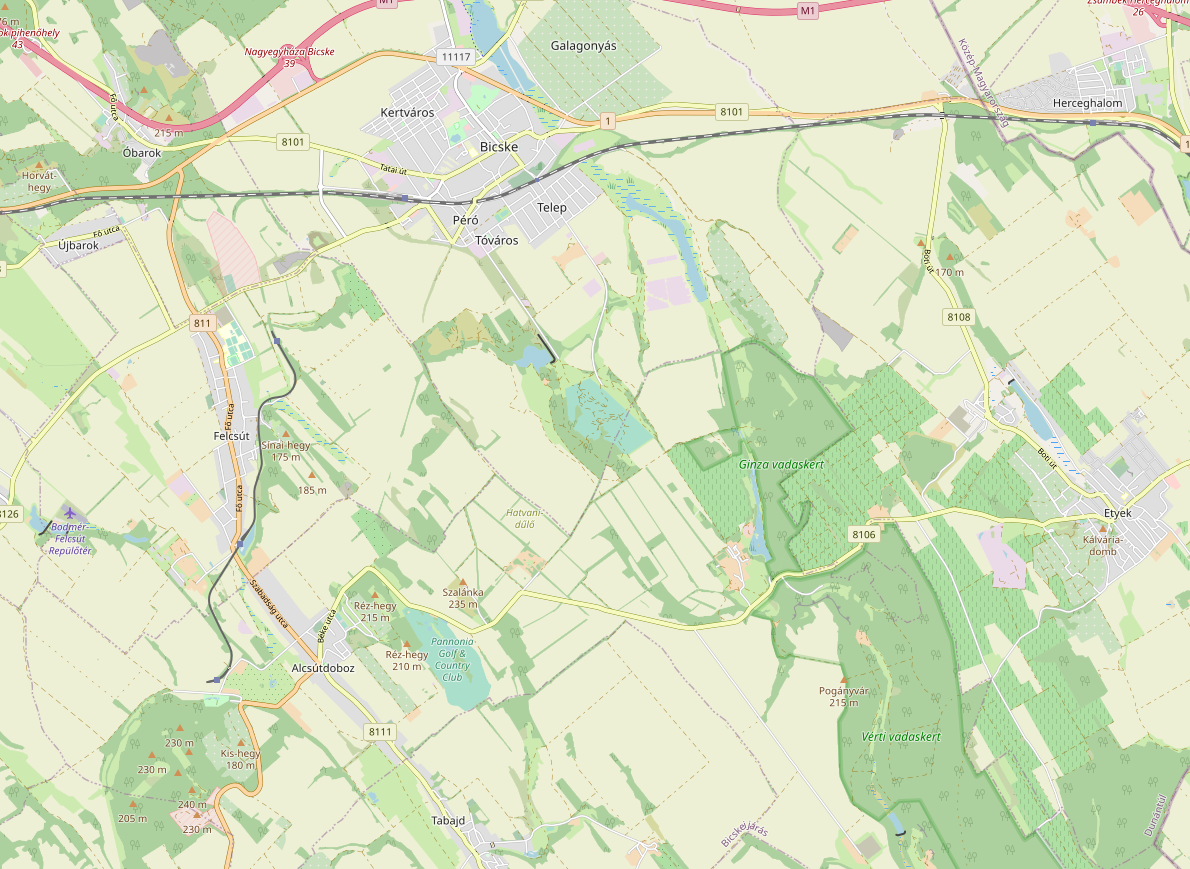
Alcsútdoboz környékének térképe

A település a Székesfehérvárról induló 811-es főút mentén fekszik Székesfehérvártól 35 kilométerre északra. A szomszédos települések: Felcsút (6 km), Etyek (14 km), Tabajd (3 km), Vértesacsa (9 km). Alcsútdobozról az M1-es autópályát a 811-es főúton, Etyeket és Biatorbágyot pedig a 8106-os úton lehet elérni. Baracskától (a 7-es főúttól Kajászón, Válon és Tabajdon át a 8111-es út vezet idáig.

## Története
Alcsútdoboz jelenlegi formájában 1950-ben jött létre Alcsút (németül Altschutt) és Vértesdoboz községek összevonásával.
1944-ben még egyik településen sem volt kultúrház, nyilvános községi könyvtár és mozi. A művelődési lehetőségeket a Gazdakör, a két egyházi dalárda, az 1882-ben alakult Tűzoltóegylet, a Levente egyesület és az Oltáregylet adták. A közlekedésre jó lehetőséget biztosított a Székesfehérvár-Bicske vasútvonal, amelynek a község központjától 2 km-re volt Alcsút-Felcsút nevű megállója. Autóbusz-közlekedés nem volt. A község főútvonala és a Biatorbágy felé vezető út harmadrendű makadámutak voltak, többi utcájának úttestje mintegy 7 km hosszúságban földút volt, s csak hosszuk egyhetedében volt gyalogjárda.

### Alcsút
Alcsútdoboz-Göbölpusztán 1972 áprilisában a bicskei állami gazdaság területén egy dombháton épületalapozási munkálatok közben 3 sírt bolygattak meg, melyekből a csontanyagot beszolgáltatták a Szent István Király Múzeumba. A helyszíni szemle során a bolygatott sírokból pántgyűrű és S végű bronzkarikák kerültek elő.
Alcsút a 12. századi adóösszeírásokban már nemesi faluként szerepelt[forrás?]. Első fennmaradt okleveles említése 1365-ben kelt, amikor még Pilis vármegyéhez tartozott. 
Az 1600-as évek elejére a török teljesen elpusztította. 
A 17. század közepén a közeli pálos kolostor szerette volna megszerezni az újjáépült falu feletti irányítást, és jobbágyi szolgáltatásokat is követelt lakosaitól, akiknek nemesi előjogait Komárom vármegye próbálta megvédeni. A falu és a pálosok végül 1753-ban szerződést kötöttek. Valószínűleg ennek okán készültek a falu legrégibb ismert pecsétnyomói 1691-ben vagy 1671-ben. II. József 1786-ban feloszlatta a pálos rendet, birtokait lefoglalta. Az alcsútiak az egyházi birtokos jobbágyaiból az állam jobbágyai és robotosai lettek. A településen 1763-ban indult meg az anyakönyvezés.

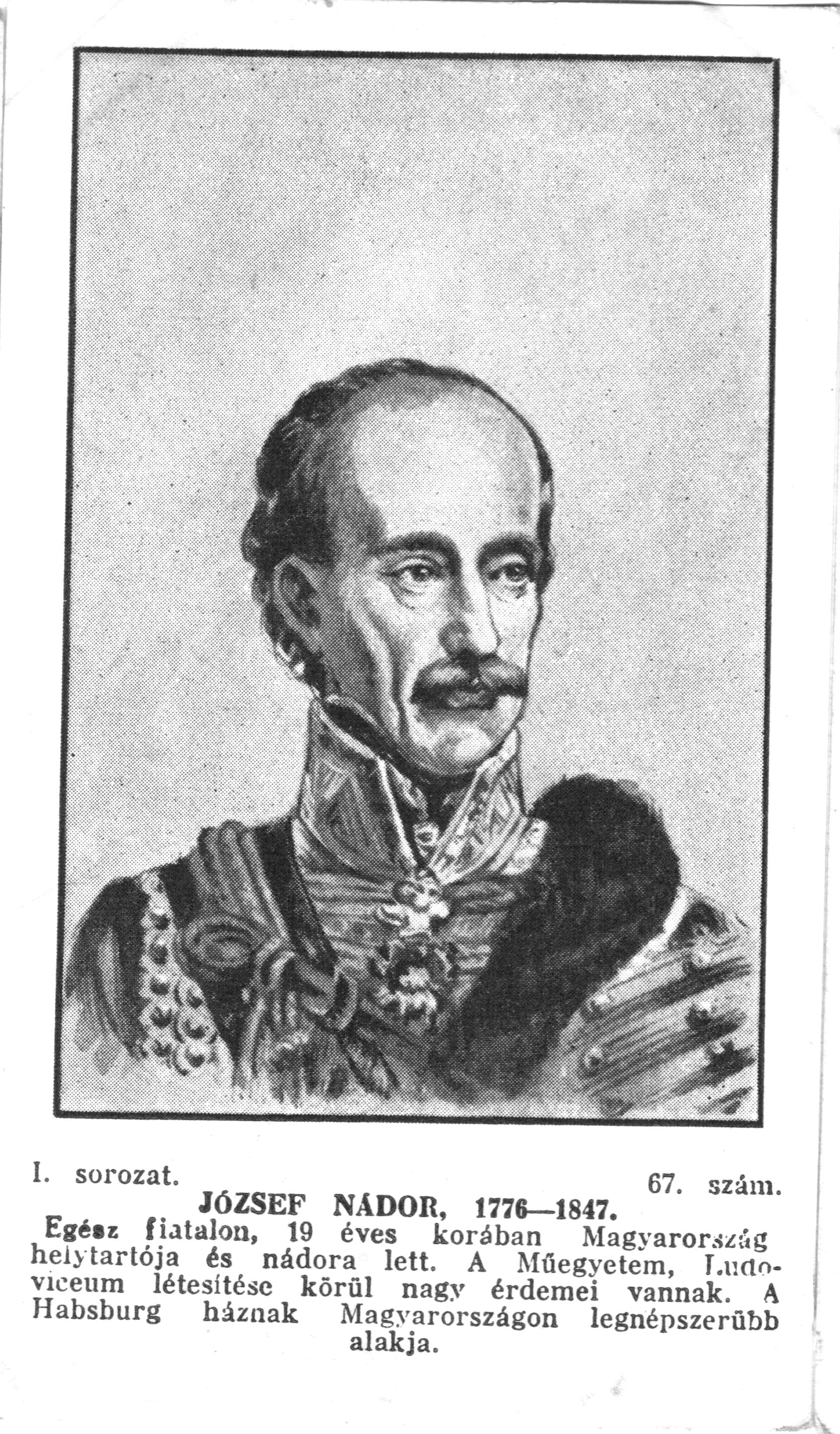
József nádor

1825-ben az uradalom akkori tulajdonosa, József nádor kezdett a völgybe különleges növényfajokat telepíttetni, ezzel megteremtve a mai arborétum alapjait. Itt volt gazdatiszti gyakornok 1845–46-ban Vajda János költő.
1944-ben Alcsút nagyközség volt, 8131 kataszteri hold területtel, 318 házzal és 1669 magyar ajkú lakossal. Külterületi lakott helyek ekkor: Bányavölgy, Máriavölgy, Ginza, Göböljárás, Hatvan, Vért, és Vértesboglári vasútállomás. A községben működött egy csendőrőrs és három egyházi lelkészség, illetve lelkiszolgálat (római katolikus lelkészség, református lelkészi hivatal és lelkiszolgálat háza, Bethámia Egylet üdülőháza). Habsburg József Alcsúton 6274 hold földet birtokolt.
A munkaképes lakosság számára többnyire az uradalom biztosított munkát, de summások is jöttek ide évente Zala, Heves, Veszprém és Fejér vármegyéből. A művelődésügy a felekezeti elemi iskolai oktatásra korlátozódott. 
1848. augusztus 29-én, amikor Szemere Bertalan belügyminiszter felszólította Fejér vármegyében a törvényhatóságot a hadkötelesek összeírására, Göböljárás és Hatvanpuszta cselédei vasvillával fogadták az összeírókat.
Alcsútról a második világháborúban mintegy 220 sorkatona teljesített szolgálatot, közülük 33-an elestek. A faluban romba dőlt nyolc lakóház is.
A németek 1944 októberében József főherceg kastélyában rendezték be parancsnokságukat, december folyamán Szálasi Ferenc is járt itt egy magas rangú német katonatiszt kíséretében. Felszólították Erzsébet hercegnőt, hogy a front közeledte miatt a kastélyt hagyja el, az értéktárgyakat azonban hátrahagyhatják, mert két hónap elteltével a front annyira visszahúzódik, hogy újból biztonságos lesz ott lakni. A főherceg még októberben, a hercegné és udvartartása december 20-án hagyta el a kastélyt. A németek december 23-án délelőtt 9 óráig tartózkodtak ott. Az elvonulásuk előtti napon felrobbantották a vértesboglári úton álló hidakat. A főherceg alkalmazottai december 24-én távoztak. Délelőtt 9 és 10 óra között látták, hogy ég a kastély könyvtára és a pavilonban is tűz keletkezett.
A szovjet katonák 1944. december 23-án délelőtt 10-11 óra között érkeztek Vértesacsa irányából Alcsútra. A község felszabadításáért fegyveres harc nem folyt, a lakók nem tanúsítottak ellenállást. A szovjetek 1945. április elejéig tartózkodtak Alcsúton. A község határában 90 napon át állt a megmerevedett frontvonal. A pihenő és az ezeket felváltó katonai alakulatok Alcsúton vonultak keresztül és az élelmet is innen, valamint Vértesdobozról szerezték be.
A Földigénylő Bizottság Alcsúton 1945. március 27-én, Vértesdobozon március 25-én alakult meg. Alcsúton 129 család igényelt földet, Hatvanpusztán 44, Göböljáráson 79, Bányavölgyben 37, Vértesdobozon pedig 57 – összesen tehát 346 család.
Házat Alcsúton 190, Vértesdobozon 14 fő igényelt, lakást Alcsúton 11, Hatvanpusztán 44, Göböljáráson 79, Bányavölgyön 37 család.
Alcsúton József főherceg 5663 holdas birtokát osztották ki, Vértesdobozon ugyancsak az ő birtokából 237 holdat, és a község határában gazdálkodó birtokostól elkobzott 16 holdat. Alcsúton és a külterületeken lakóknak 5916 holdat osztottak. Az alcsútiak 769, a hatvanpusztaiak 453, a göböljárási lakosok 982, a bányavölgyiek 401, a vértesdoboziak 210 holdhoz jutottak, ez összesen 2815 hold. Az Állami Erdőgazdaság 3101 holdat kapott, a 80 holdas kastélykert pedig a Természetvédelmi Tanácsé lett. 1946 végén zárták le a reformot, amelynek során 346 család és jogi személy jutott földhöz.

### Doboz
Az Alcsúttól délre lévő Doboz (Vértesdoboz) település a Csák nemzetség birtoka volt, nagyobbik része a szomszédos Tabajd községhez tartozott Felső-Tabajd néven.
1539-ből maradt fenn a legrégibb oklevél, amelyben a neve Doboz, Dobosz alakban szerepel.

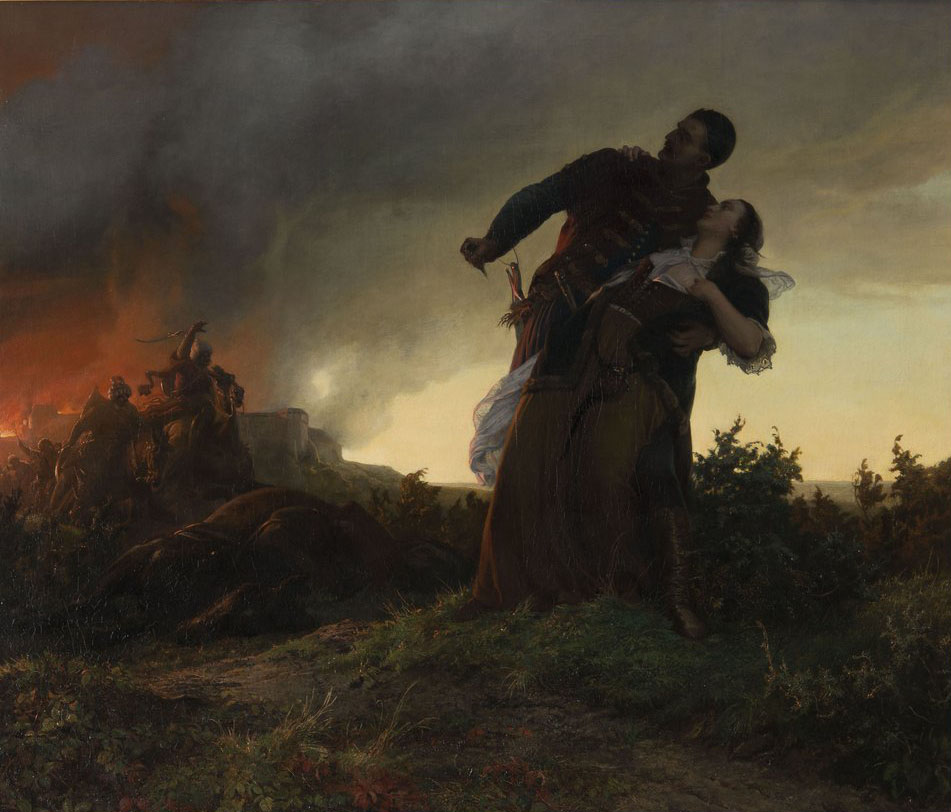
Dobozi Mihály és felesége (Székely Bertalan, 1861)

A korabeli írások szerint nagy valószínűséggel idevalósi volt az a Dobozi Mihály Fejér vármegyei egytelkes nemes katona, akinek emlékét az Istvánfi-krónika és Verancsics Antal maróti csata legendája őrzi, s akit Székely Bertalan is megfestett. A legenda szerint amikor 1526 után a török a Vértes körül is megjelent, a környék védekező népe egy tó közelében Herégynél (Héreg?) és Marótnál (Pusztamarót) gyűlt össze. A törökök azonban bevették táborukat és az ellenállókat kardélre hányták. Szeptember derekán a magyarok táborukat árkokkal és szekerekkel megerősítették, hogy megvédhessék asszonyaikat, gyermekeiket, vagyonukat. Több ízben rátörtek a törökökre, és súlyos veszteségeket okoztak nekik. Itt harcolt Dobozi Mihály is a törökök ellen, akik hatezer janicsár, több ezer lovas és nagyszámú ágyú bevetésével, hatalmas veszteségek árán elfoglalták a megerősített szekértábort. Foglyokat azonban nem tudtak ejteni, mert a védők egy része elmenekült, a többiek elestek a harcban. Maga Dobozi a tábor elestekor kivágta magát, feleségét lovára kapva menekült. Amikor a török üldöző csapat már majdnem beérte őket, hogy becsületét mentse, leszúrta feleségét, maga pedig utolsó leheletéig harcolt.
A magyarok vesztesége e harcokban a mohácsihoz mérhető: legalább húszezer halottjuk maradt a csatatéren, de a törökök veszteségei is nagyobbak voltak a mohácsi ütközet veszteségeinél. 
Az 1944. évi helységnévtár szerint Vértesdoboz kisközség, és közigazgatásilag Alcsúthoz tartozik. Területe 980 kat. hold, a községben 104 házban 353 magyar ajkú lakos, a külterületi lakott helyek közül Göböljáráson 394, Hatvanpusztán 177, Bányavölgyben 143, Máriavölgyben 16 lakos élt. Habsburg József 268 hold földet birtokolt.
Vértesdoboz lakossága a 19. század második és a 20. század első felében napszámosként dolgozott az alcsúti uradalomban. A lakók nehéz anyagi körülmények között éltek, mert kevés volt a munka és a föld.

### Pogányvár
Pogányvár Alcsút-Göböljáráspusztától délkeletre található. A 290 m átmérőjű bronzkori földvár, melyet a Váli-völgyben folydogáló Szent László-patak kanyarulata ölel körül, az i. e. 2. évezredből, a középső bronzkorból származik. A földvár 185 méter tengerszint feletti magasságban helyezkedik el. A területet már József nádor is kutatta a 19. században.

### Ginzapuszta
Ginzapuszta Alcsút mellett fekszik, a Váli-völgyben. Valamikor mezőváros volt, és két 1369-ből, illetve 1372-ből való oklevél szerint Kinzapuszta volt a neve. A pusztán még 1925-ben is állt egy hatalmas, az Árpádok korából származó templomrom. Egyesek szerint itt született Kézai Simon mester, a magyarság egyik történelemírója és krónikása, a Gesta Hungarorum szerzője, aki nevét a Fejér vármegyei, Bicske melletti Kéza faluból vette.

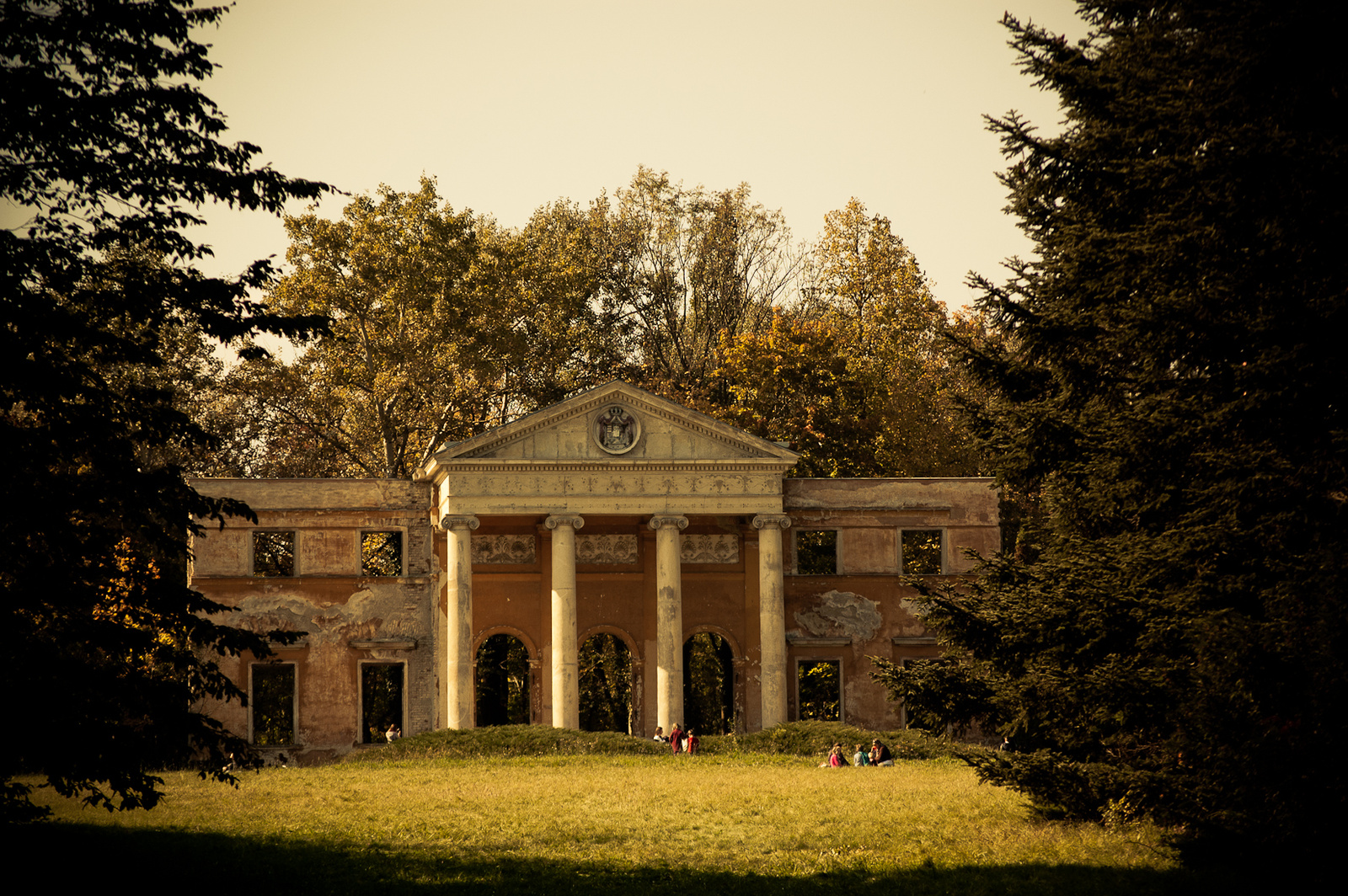
A Habsburg-kastély megmaradt főhomlokzata

## Közélete

### Polgármesterei
- 1990–1994: Dr. Hargitai László (független)[15]
- 1994–1998: Dr. Hargitai László (független)[16]
- 1998–2002: Dr. Hargitai László (Fidesz-FKgP-MKDSZ-MDF)[17]
- 2002–2006: Dr. Hargitai László (Fidesz)[18]
- 2006–2010: Dr. Hargitai László (Fidesz)[19]
- 2010–2014: Oláh Gyárfás (független)[20]
- 2014–2019: Tóth Erika (Fidesz-KDNP)[21]
- 2019–2024: Tóth Erika (Fidesz-KDNP)[22]
- 2024– : Jére Csaba (Fidesz-KDNP)[1]

2014-ben Váradi András juhász is indult az önkormányzati választáson Alcsútdoboz polgármesterjelöltjeként, akinek konfliktusai voltak Mészáros Lőrinccel, a szomszédos Felcsút polgármesterével. A választást megelőző éjszakán plakátragasztás után hazafelé tartva, amikor az autójáról véletlenül leesett a létra, és ezért Váradi András kiszállt az autóból, elütötte egy arra közlekedő gépjármű. A juhász életét vesztette, a bíróság nem állapított meg bűncselekményt.

## Népesség
A település népességének alakulása:
| Lakosok száma | 1458 | 1464 | 1452 | 1481 | 1539 | 1513 | 1533 |
|               | 2013 | 2014 | 2015 | 2021 | 2022 | 2023 | 2024 |

A 2011-es népszámlálás során a lakosok 83,2%-a magyarnak, 0,3% cigánynak, 1,1% németnek, 0,3% szerbnek mondta magát (16,8% nem nyilatkozott; a kettős identitások miatt a végösszeg nagyobb lehet 100%-nál). A vallási megoszlás a következő volt: római katolikus 27,7%, református 25,5%, evangélikus 0,8%, görögkatolikus 0,5%, felekezeten kívüli 14,9% (29,5% nem nyilatkozott).
2022-ben a lakosság 88,6%-a vallotta magát magyarnak, 1,4% cigánynak, 0,8% németnek, 0,4% románnak, 0,1-0,1% szerbnek és bolgárnak, 1,9% egyéb, nem hazai nemzetiségűnek (11,4% nem nyilatkozott; a kettős identitások miatt a végösszeg nagyobb lehet 100%-nál). Vallásuk szerint 24,8% volt református, 22,5% római katolikus, 1,4% evangélikus, 0,6% görög katolikus, 0,8% egyéb keresztény, 1,2% egyéb katolikus, 12% felekezeten kívüli (36,7% nem válaszolt).

## Nevezetességei
- Habsburg-kastély, amelyet Pollack Mihály tervezett
- Késő barokk református templomok
- Hatvanpuszta

## Alcsúti Arborétum Természetvédelmi Terület
Az arborétum a Vértes hegység lábánál elterülő, csaknem 70 holdas természetvédelmi terület. Az ország egyik legértékesebb élőfa-gyűjteményeként tartják számon.

## Ismert emberek

### Alcsút
- Itt született 1770-ben Zámolyi Nagy István református lelkész, esperes, táblabíró.
- Itt született 1872. augusztus 9-én József Ágost főherceg, magyar királyi honvéd tábornagy, kormányzó, a Magyar Tudományos Akadémia elnöke.
- Itt született 1913. március 10-én Kovács Imre politikus, író.
- Itt született 1905. november 27-én Weygand Tibor, a harmincas-negyvenes évek népszerű énekese.

### Doboz
- Itt született 1813. január 19-én Csuthy Zsigmond református lelkész, teológiai író, író.